# Milionia scotomelas
Milionia scotomelas là một loài bướm đêm trong họ Geometridae.